# Kimi Løkkevik
Kimi Løkkevik (* 26. Mai 2004) ist ein deutsch-norwegischer Fußballtorwart.

## Karriere
Løkkevik begann seine Karriere in Spanien beim CD Teguise. Zur Saison 2022/23 wechselte er zum CD Orientación Marítima. Zur Saison 2023/24 wechselte er nach Österreich zur viertklassigen Union Mauer. Für Mauer stand er dreimal in der Wiener Stadtliga im Tor. Im Januar 2024 zog er weiter ins Burgenland, wo er sich dem ebenfalls viertklassigen ASV Siegendorf anschloss. Für Siegendorf kam er als Ersatztormann zu einem Einsatz in der Burgenlandliga, mit dem Team stieg er als Meister in die Regionalliga auf.
Den Aufstieg machte er aber nicht mit, Løkkevik wechselte zur Saison 2024/25 zum Zweitligisten SV Lafnitz. Sein Debüt in der 2. Liga gab er im April 2025, als er am 22. Spieltag jener Saison gegen die Kapfenberger SV in der Startelf stand. Insgesamt absolvierte er acht Zweitligapartien für Lafnitz, das zu Saisonende aber abstieg.
Daraufhin wechselte Løkkevik im Juli 2025 nach Norwegen zu Zweitligist Stabæk Fotball.